# Jijiga Wilwal International Airport
Jijiga Wilwal International Airport är en flygplats i Etiopien.   Den ligger i regionen Somali, i den östra delen av landet, 500 km öster om huvudstaden Addis Abeba. Jijiga Wilwal International Airport ligger 1 808 meter över havet.
Terrängen runt Jijiga Wilwal International Airport är huvudsakligen en högslätt. Jijiga Wilwal International Airport ligger uppe på en höjd. Runt Jijiga Wilwal International Airport är det ganska tätbefolkat, med 58 invånare per kvadratkilometer. Närmaste större samhälle är Jijiga, 12,4 km väster om Jijiga Wilwal International Airport. Omgivningarna runt Jijiga Wilwal International Airport är i huvudsak ett öppet busklandskap.